# Hybanthus procumbens
Hybanthus procumbens är en violväxtart som först beskrevs av August Heinrich Rudolf Grisebach, och fick sitt nu gällande namn av M.Gómez. Hybanthus procumbens ingår i släktet Hybanthus och familjen violväxter. Inga underarter finns listade i Catalogue of Life.